# 飾り寿司
飾り寿司（かざりすし）とは、握り寿司、巻き寿司、押し寿司、ちらし寿司などを季節や行事、イベント用に創作して盛り込んだ寿司料理である。巻き寿司の場合は特に「飾り巻き寿司」とも呼ばれる。

## 歴史
江戸前ネタを使用した創作の寿司を表す言葉は、昔から寿司屋では細工寿司と呼ばれていた。巻き寿司については、細工巻という花や紋様、家紋などをかたどった柄も以前から考えられていた。また、千葉県の郷土料理に太巻き祭り寿司があり、これも飾り寿司の一種である。

## 種類
和風の飾り寿司、洋風の盛り付けの創作寿司、自由な発想の海外のフィージョン寿司などもある。飾り巻き寿司の場合は季節のイメージ、花、果物、文字、動物、魚、キャラクター、ロゴマークなどをかたどっている。